# بکسوات

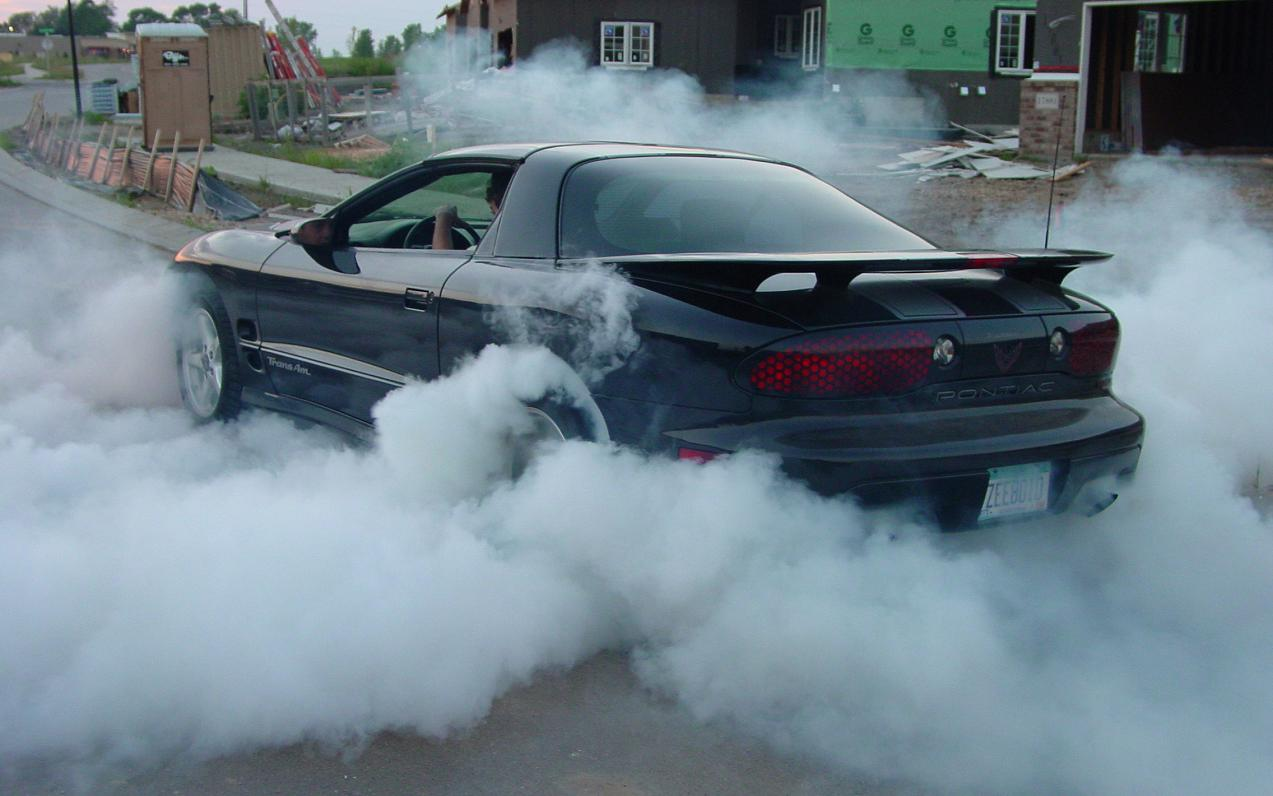
بُکسُباد یک خودرو

بُکسُباد (روسی: буксовать، buksovat'‎: لغزش) به عمل لیز خوردن و درجا زدن چرخ‌های خودرو گفته می‌شود. این کلمه در فارسی «بکس و باد» تلفظ می‌شود. معادل صحیح آن «هرزگردی» یا هرزچرخیدن چرخ‌های خودرو است. امروزه در بسیاری از خودروها از سیستم ضد هرزگردی یا کنترل لغزش برای ایمنی خودروها استفاده می‌شود.
چرخ‌های خودرو معمولاً بر روی برف، یخ یا شن و ماسه بُکسُباد می‌کند. برای جلوگیری از بُکسُباد از زنجیر چرخ استفاده می‌شود.
بُکسُباد چرخ معمولاً باعث فرورفتن بیشتر در شن و ماسه می‌شود و باید در این مواقع از گاز دادن بیشتر خودداری کرد و با کمک افراد دیگر خودرو را با آزاد کردن اطراف تایر و هل دادن به جلو و عقب از ماسه درآورد.